# Valgini

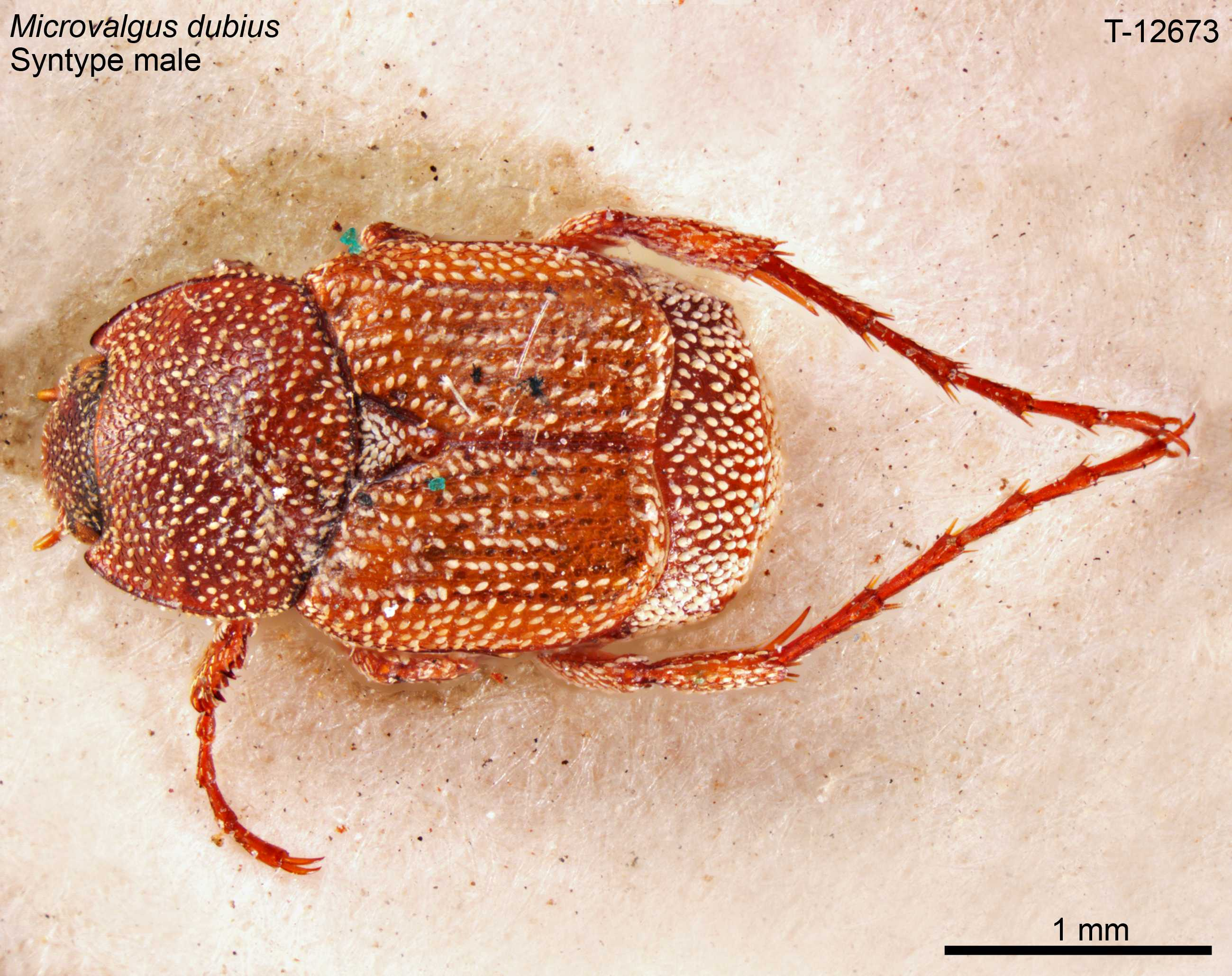
Microvalgus dubius

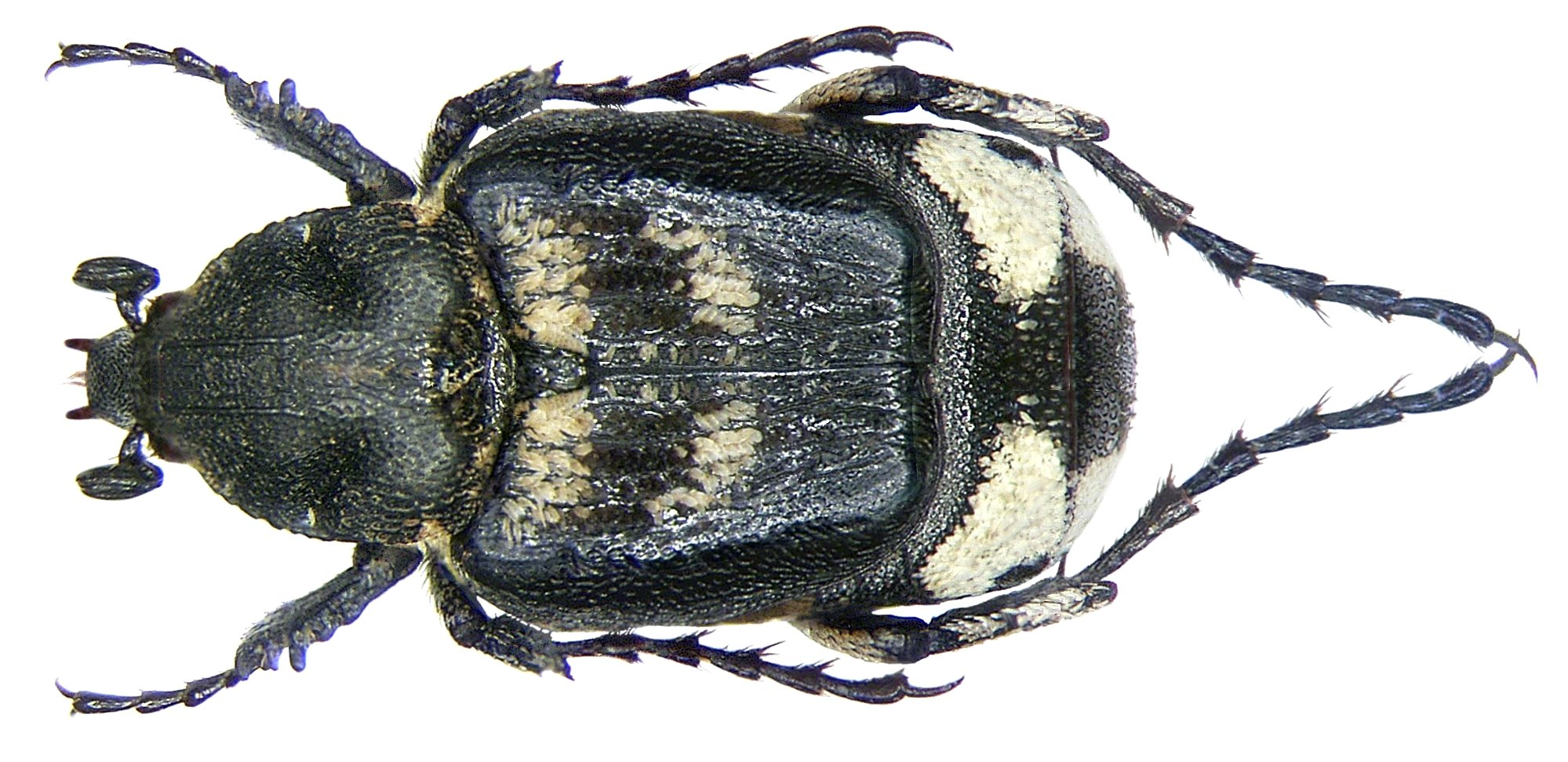
Chromovalgus peyroni

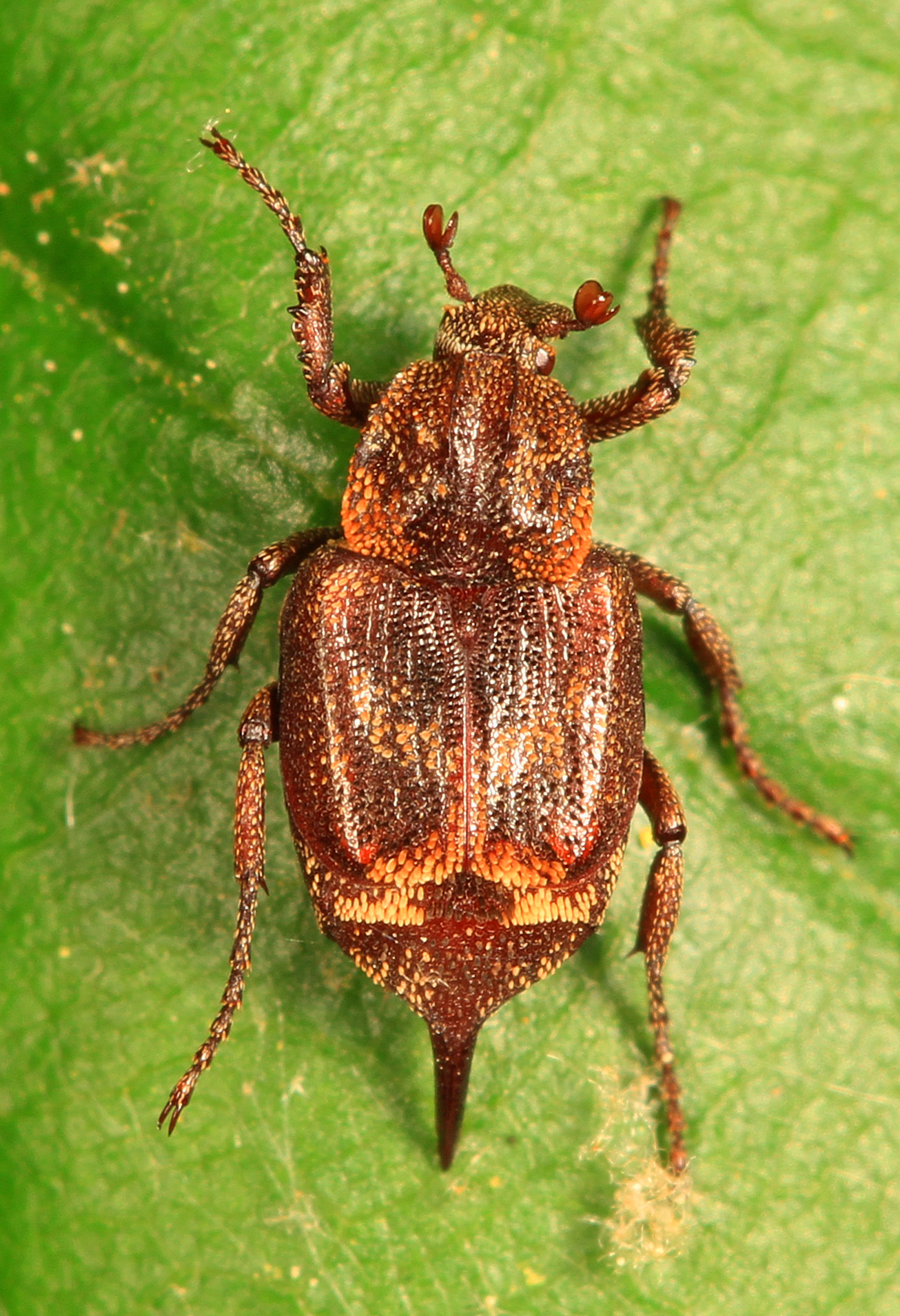
Valgus canaliculatus

Valgini – plemię chrząszczy z rodziny poświętnikowatych i podrodziny kruszczycowatych. Obejmuje około 320 opisanych gatunków. Występuje we wszystkich krainach zoogeograficznych oprócz neotropikalnej. W zapisie kopalnym znane od miocenu, ale przypuszczalnie pojawiło się w kredzie.

## Morfologia
Chrząszcze osiągają bardzo małe jak na kruszczycowate rozmiary ciała, zwykle nie przekraczając 10 mm długości. Ich oskórek wyróżnia się występowaniem licznych łusek. Czułki zbudowane są z dziesięciu członów, z których trzy ostatnie formują buławkę. Miejsca osadzenia czułków widoczne są z góry. Aparat gębowy ma szczęki zwieńczone włoskami końcowymi, formującymi pędzelek lub języczek, który bierze udział w zasysaniu pokarmu.
Przedplecze jest węższe od pokryw. Jego powierzchnia u Valgina zaopatrzona jest w dwa równoległe żeberka pośrodkowe i wgłębienia, natomiast u Microvalgina nie jest zmodyfikowana. Podobnie jak u Trichiini, a przeciwnie niż u pozostałych kruszczycowatych, boczne krawędzie pokryw nie są wykrojone za barkami, w związku z czym lot odbywa się z otwartymi pokrywami. Epimery śródtułowia nie są widoczne, patrząc od góry. Odnóża zwieńczone są długimi stopami. Przednia para odnóży ma pięć ząbków na goleniach. Środkowa para odnóży ma na wierzchołku goleni dwie stykające się ze sobą i skierowane dośrodkowo ostrogi. Szeroko rozstawione biodra tylnej pary odnóży są autapomorfią, wyraźnie odróżniającą Valgini od pozostałych kruszczycowatych. Ostatnia para przetchlinek jest wyniesiona.
Odwłok jest krótki i ma funkcjonalne przetchlinki na segmentach od pierwszego do siódmego. Duże pygidium oraz propygidium są odsłonięte.

## Ekologia i występowanie
Owady dorosłe odwiedzają kwiaty różnych roślin zielnych oraz drzewiastych celem pożywiania się ich nektarem (nektarofagia) i pyłkiem (melitofagia). Larwy żerować mogą w przegrzybiałym, butwiejącym drewnie pniaków i powalonych drzew liściastych (saproksylofagia). Niektóre gatunki są termitofilami w gniazdach przedstawicieli rodzajów Reticulitermes i Zootermopsis, przechodzącymi rozwój larwalny i tam w stadium dorosłym kopulującymi.
Plemię, jak i podplemię Valgina, rozprzestrzenione jest w większości krain zoogeograficznych, ale nie występuje w  krainie neotropikalnej. Najliczniej Valgini reprezentowane są w krainie orientalnej. Microvalgina ograniczone są w swym zasięgu do Afryki, krainy australijskiej i orientalnej. Ogólnie w Ameryce Północnej występują 2 rodzaje i 6 gatunków, z których w jej części nearktycznej występuje tylko rodzaj krzywonóg (Valgus). Do fauny Palearktyki należy 13 gatunków, z których w Europie Środkowej, w tym w Polsce, znany jest tylko krzywonóg półskrzydlak.

## Taksonomia i ewolucja
Takson ten wprowadził w 1842 roku Étienne Mulsant pod nazwą Valguaires. Dawniej traktowane były jako niezależna podrodzina Valginae w obrębie poświętnikowatych. Wyniki nowszych analiz, w tym D. Johanthana Browne'a i Clarke’a Scholtza z 1998, skutkowały obniżeniem rangi do plemienia w obrębie kruszczycowatych. Najstarsze skamieniałości Valgini pochodzą z miocenu i należą do Valgus oeningensis, jednak analizy filogenetyczne wskazują, że jest to grupa prymitywna, przypuszczalnie powstała w kredzie.
Do plemienia tego zalicza się około 320 gatunków, zgrupowanych w 32 rodzajach i 2 podplemionach:
- Microvalgina Kolbe, 1904
  - Ischnovalgus Kolbe, 1897
  - Microvalgus Kraatz, 1883
  - Synistovalgus Kolbe, 1897
- Valgina Mulsant, 1842
  - Acanthovalgus Kraatz, 1895
  - Bivalgus Paulian, 1961
  - Chaetovalgus Moser, 1914
  - Charitovalgus Kolbe, 1904
  - Chromovalgus Kolbe, 1897
  - Comythovalgus Kolbe, 1897
  - Cosmovalgus Kolbe, 1897
  - Dasyvalgoides Endrödi, 1952
  - Dasyvalgus Kolbe, 1904
  - Euryvalgus Moser, 1908
  - Excisivalgus Endrödi, 1952
  - Heterovalgus Krikken, 1978
  - Hoplitovalgus Kolbe, 1904
  - Hybovalgus Kolbe, 1904
  - Idiovalgus Arrow, 1910
  - Lepivalgus Moser, 1914
  - Lobovalgus Kolbe, 1897
  - Mimovalgus Arrow, 1944
  - Oedipovalgus Kolbe, 1897
  - Oreoderus Burmeister, 1842
  - Oreovalgus Kolbe, 1904
  - Podovalgus Arrow, 1910
  - Pygovalgus Kolbe, 1884
  - Sphinctovalgus Kolbe, 1904
  - Tibiovalgus Krikken, 1978
  - Valgoides Fairmaire, 1899
  - Valgus Scriba, 1790 – krzywonóg, koślawka
  - Xenoreoderus Arrow, 1910
  - Yanovalgus Nomura, 1952